# متحف الشرطة (قبرص)
متحف الشرطة (باليونانية Μουσείο Αστυνομίας Κύπρου) وهو متحف مخصص لتاريخ الشرطة في جزيرة قبرص ويسلط الضوء كذلك على أبشع الجرائم التي حدثت في قبرص وقد تأسس هذا المتحف في عام 1933 م . ويقع في العاصمة نيقوسيا .